# تنینو (واشینگتن)
تنینو (به انگلیسی: Tenino) شهری در شهرستان ترستن، ایالت واشنگتن است که در سرشماری سال ۲۰۱۰ میلادی، ۱۶۹۵ نفر جمعیت داشته است. 